# André Godard
Pour les articles homonymes, voir Godard.
André Godard (Chaumont, 21 janvier 1881 - Paris, 31 juillet 1965) est un architecte, archéologue et historien de l'art français. Il a également été directeur des services archéologiques d'Iran, connus aussi sous le nom anglais de Iranian Archeological Service (IAS) (Edāre-ye kol-e 'atiqāt). 

## Biographie
Diplômé de l'école des beaux-arts de Paris, Godard étudie également l'archéologie du Moyen-Orient et particulièrement l'archéologie iranienne.
Il va au Moyen-Orient pour la première fois en 1910 avec Henri Viollet. Ensemble, ils commencent les fouilles à Samarra. Godard va ensuite continuer ses études sur l'architecture islamique en Égypte en 1912.
Après la Première Guerre mondiale, Godard se marie avec Yedda Reuilly (1889-1976), ancienne élève de l'École du Louvre. Après 1922 et la création de la Délégation archéologique française en Afghanistan (Dafa) sous la direction de l'archéologue Alfred Foucher, Godard et sa femme partent en reconnaissance de sites archéologiques dans des régions qui n'ont pas été fouillées jusque-là. Ils étudient alors Bâmiyân, ce qui leur permet d'organiser une exposition sur ce centre de pèlerinage bouddhiste au musée Guimet, en 1925.
En 1928, on demande à Godard de prendre le poste de directeur des services archéologiques d'Iran. Ce service avait été mis en place par Reza Shah après la fin du monopole français sur les fouilles archéologiques en Iran. Il en est le directeur jusqu'en 1953, puis entre 1956 et 1960. Il a mis au point des politiques de fouilles et de conservation. Il a également conçu en 1934 avec Maxime Siroux le musée national d'Iran (Muze-ye Irân-e Bāstān), dont il a été nommé directeur par Reza Shah.

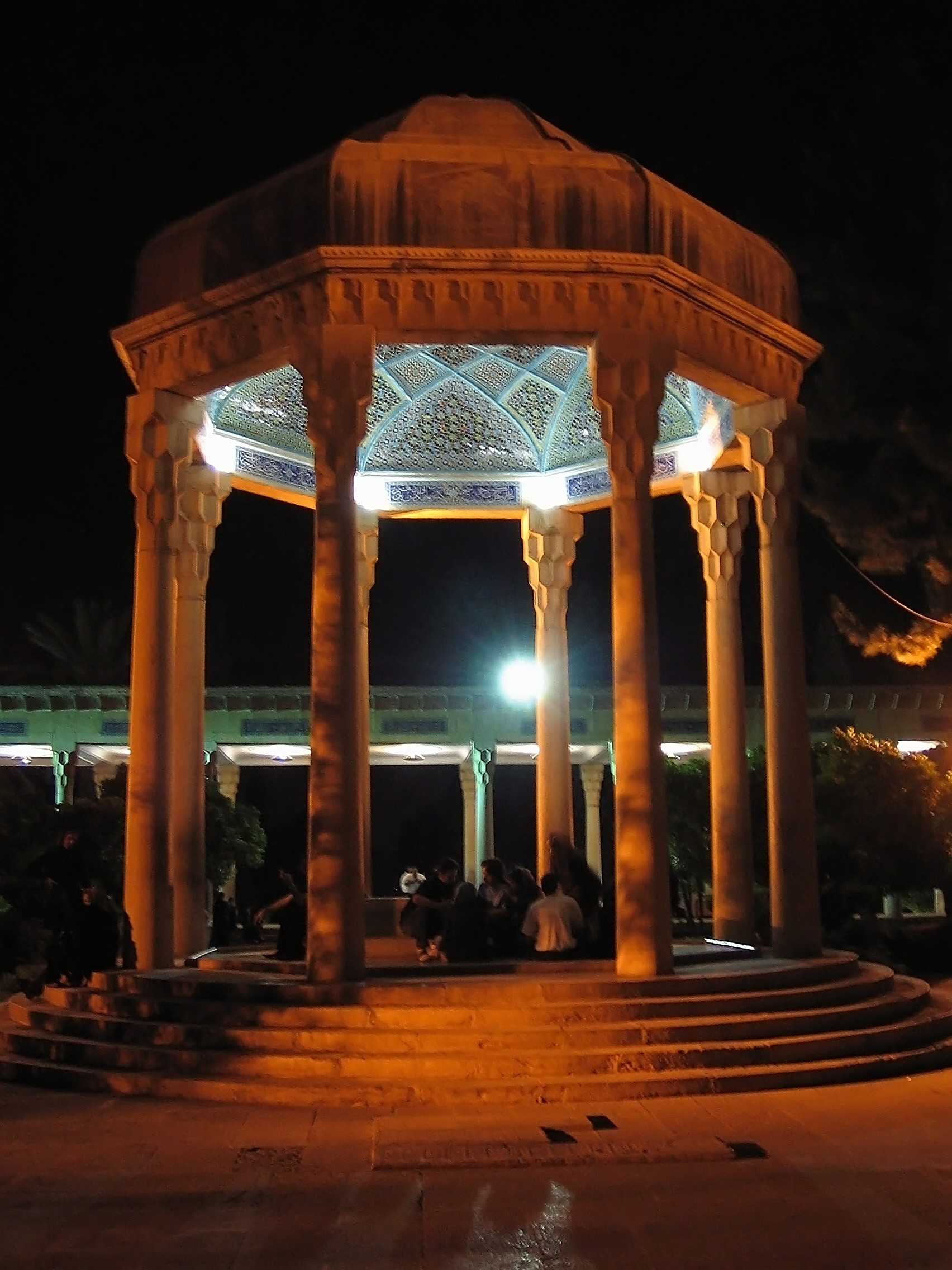
Le mausolée de Hafez à Chiraz.

Il a également dessiné les plans de la bibliothèque nationale (Ketābkhāneh-ye melli) et du monument du mausolée de Hafez à Chiraz en collaboration avec Maxime Siroux. Godard a conçu l'université de Téhéran, en collaboration avec Siroux, Mohsen Foroughi et Roland Dubrulle. 
De plus, Godard a été responsable de la restauration de monuments historiques majeurs d'Iran, comme la mosquée du Vendredi, la mosquée du Shah et la mosquée du cheikh Lotfallah à Ispahan entre autres.
En tant que directeur du département archéologique du musée national d'Iran, il a organisé des fouilles de terrain : il s'est intéressé aux bronzes du Lorestan, aux site archéologique de Persépolis et aux fouilles d'Ispahan.
Pendant la Seconde Guerre mondiale, Godard rejoint un comité de la France libre qui se forme à Téhéran (neutre au début de la guerre, le pays est occupé à partir de l'été 1941 par les troupes britanniques et soviétiques), et devient le représentant diplomatique officiel du gouvernement de la France libre établi à Londres en 1942. Sa femme est également impliquée dans la Résistance, puisqu'elle organise un programme d'information à propos de la France libre à la radio iranienne. 
C'est sous sa direction qu'est restauré à Ispahan en 1957 le caravansérail de la reine-mère, devenu l'hôtel Chah Abbas (aujourd'hui hôtel Abbassi), l'un des plus prestigieux du pays.
Après son retour en France en 1960, il se consacre à l'écriture de son livre L'Art de l'Iran.

## Œuvres
- Exposition de récentes découvertes et de récents travaux archéologiques en Afghanistan et en Chine: Travaux et documents de M. et Mme A. Godard, attachés à la mission en 1923, Paris, 1925.
- Les Antiquités bouddhiques de Bâmiyân, MDAFA 2, Paris et Bruxelles, 1928 (avec Joseph Hackin)
- (en) « The Tomb of Shah Abbas », Bulletin of the American Institute for Persian Art and Archaeology 4, 1936, pp. 216–17.
- Athār-e Irān (Annales des services archéologiques d'Iran), publié deux fois par an entre 1936 et 1949.
- Le Trésor de Ziwiyé‚ [Kurdistan], Haarlem, 1950
- « Les travaux de Persépolis », in Archaeologica orientalia, in memoriam E. Herzfeld, New York, 1952, pp. 119–28
- L'Art de l'Iran, Arthaud, Paris, 1962